# Lissonota flavofasciata
Lissonota flavofasciata là một loài tò vò trong họ Ichneumonidae.